# Cigliano
Cigliano é uma comuna italiana da região do Piemonte, província de Vercelli, com cerca de 4.524 habitantes. Estende-se por uma área de 25 km², tendo uma densidade populacional de 181 hab/km². Faz fronteira com Livorno Ferraris, Mazzè (TO), Moncrivello, Rondissone (TO), Saluggia, Villareggia (TO).

## Demografia
| Variação demográfica do município entre 1861 e 2011                               |
|                                                                                   |
| Fonte: Istituto Nazionale di Statistica (ISTAT) - Elaboração gráfica da Wikipedia |